# 陸上自衛隊北海道補給処
陸上自衛隊北海道補給処（りくじょうじえいたいほっかいどうほきゅうしょ、JGSDF Hokkaidou Logistics Depot）は、陸上自衛隊島松駐屯地（北海道恵庭市）に本処を置く陸上自衛隊の補給処のひとつである。

## 概要
北部方面総監の指揮を受ける機関であり、北部方面隊が訓練、有事の際の行動を円滑にするための後方支援を担当している。
- 北部方面隊全域の調達を担当し、装備の入札の際の受け皿となる。
- 主要装備品の第3段階整備を担任する。

島松駐屯地には方面管内の後方支援を主任務とする北部方面後方支援隊本部も所在している。

## 沿革
北海道地区補給廠
- 1952年（昭和27年）
  - 1月28日：北海道地区補給廠が苗穂駐屯地に開設。
  - 3月10日：警察予備隊総隊総監部直轄となる。
  - 10月15日：警察予備隊が保安隊に改編。保安庁長官直轄となる。
  - 12月1日：島松駐屯地開設により、苗穂駐屯地が廃止され島松駐屯地苗穂分屯地となる。
  - 12月10日：廠本隊が苗穂分屯地から島松駐屯地へ移駐。
- 1953年（昭和28年）
  - 2月26日：編合部隊等の移動および集結を完了。
  - 3月26日：島松庁舎開庁式。

北海道地区補給しょう
- 1953年（昭和28年）5月30日：北海道地区補給しょうに改編。

陸上自衛隊北海道地区補給処
- 1954年（昭和29年）7月1日：陸上自衛隊発足により、陸上自衛隊北海道地区補給処に改称[1]。
- 1955年（昭和30年）2月28日：厚別・近文台・安平・東千歳各弾薬支処および近文台・早来各燃料支処が編成完結。
- 1956年（昭和31年）10月10日：多田弾薬支処が多田分屯地において編成完結。
- 1957年（昭和32年）11月20日：苗穂支処が苗穂分屯地において編成完結。
- 1958年（昭和33年）2月26日：白老弾薬支処が白老駐屯地において編成完結。
- 1960年（昭和35年）1月14日：北海道地区補給処が北部方面総監直轄となる。
- 1969年（昭和44年）3月1日：厚別弾薬支処が日高弾薬支処に称号変更[2]。
- 1985年（昭和60年）4月6日：東千歳弾薬支処が廃止。
- 1990年（平成02年）3月26日：沼田弾薬支処が沼田分屯地において編成完結。
- 1994年（平成06年）3月28日：足寄弾薬支処が足寄分屯地において編成完結[3]。

陸上自衛隊北海道補給処
- 1998年（平成10年）3月26日：中央補給処の整理統合に伴い、陸上自衛隊北海道補給処に改称。
- 2001年（平成13年）3月27日：武器部、需品部、通信部等の各物別部を廃止し、現在の機能別各部に組織改編。
- 2018年（平成30年）3月27日：電計課が装備計画部に統合され廃止。
- 2026年（令和8年）3月：北部方面隊隷下から補給本部(仮称)隷下に隷属替予定。

## 組織編成
- 北海道補給処本処（島松駐屯地）
  - 総務部
    - 総務課
    - 人事課
    - 警備課
    - 管理課
    - 輸送課「北処」
    - 厚生課
    - 衛生課

  - 調達会計部
    - 契約課
    - 原価計算課
    - 会計課

  - 装備計画部
    - 企画課
    - 計画課
    - 武器課
    - 通信電子課
    - 需品課
    - 施設課
    - 弾薬課
    - 化学課
    - 衛生課

  - 補給部
    - 管理課
    - 保管課
    - 回収課

  - 整備部
    - 管理課
    - 武器課
    - 通信電子課
    - 需品課
    - 化学課
    - 衛生課
    - 工作課
- 苗穂支処「苗支」（苗穂分屯地）：施設器材の出納、保管、補給、整備および技術検査の実施並びに施設車両の自動車番号に関する事務および保安検査の実施に関すること[4]。
- 近文台弾薬支処「近弾支」（近文台分屯地）：弾薬等の出納、保管、補給、整備および検査並びに化学火工品の出納および保管に関すること[4]。
- 日高弾薬支処「日弾支」（日高分屯地）：弾薬等の出納、保管、補給、整備および検査に関すること[4]。
- 安平弾薬支処「安弾支」（安平駐屯地）：弾薬等の出納、保管、補給、整備および検査並びに化学火工品の出納および保管に関すること[4]。
- 白老弾薬支処「白弾支」（白老駐屯地）：弾薬等の出納、保管、補給、整備および検査に関すること[4]。
- 多田弾薬支処「多弾支」（多田分屯地）：弾薬等の出納、保管、補給、整備および検査に関すること[4]。
- 沼田弾薬支処「沼弾支」（沼田分屯地）：弾薬等の出納、保管、補給、整備および検査に関すること[4]。
- 足寄弾薬支処「足弾支」（足寄分屯地）：弾薬等の出納、保管、補給、整備および検査並びに化学火工品の出納および保管に関すること[4]。
- 近文台燃料支処「近燃支」（近文台分屯地）：燃料の出納、保管、補給および整備に関すること[4]。
- 早来燃料支処「早燃支」（早来分屯地）：燃料の出納、保管、補給および整備に関すること[4]。

## 主要幹部
| 官職名                                     | 階級    | 氏名       | 補職発令日     | 前職                                                                                 |
| ------------------------------------------ | ------- | ---------- | -------------- | ------------------------------------------------------------------------------------ |
| 陸上自衛隊北海道補給処長 兼 島松駐屯地司令 | 陸将補  | 藤丸幸二   | 2024年03月28日 | 陸上自衛隊開発実験団長                                                               |
| 副処長                                     | 1等陸佐 | 黒川修     | 2025年03月24日 | 陸上自衛隊教育訓練研究本部 総合企画官                                                |
| 総務部長                                   | 1等陸佐 | 平向信吾   | 2023年08月01日 | 東北方面会計隊長                                                                     |
| 調達会計部長                               | 2等陸佐 | 黒木和彦   | 2024年08月01日 | 陸上自衛隊補給統制本部勤務                                                           |
| 装備計画部長                               | 1等陸佐 | 内藤啓太   | 2024年12月20日 | 陸上自衛隊北海道補給処勤務                                                           |
| 補給部長                                   | 1等陸佐 | 坂本竜     | 2024年03月21日 | 防衛装備庁長官官房装備開発官 （陸上装備担当）付第5開発室長 ※2025年7月1日 1等陸佐昇任 |
| 整備部長                                   | 2等陸佐 | 奥泉智生   | 2024年12月20日 | 北部方面総監部防衛部勤務                                                             |
| 苗穂支処長 兼 苗穂分屯地司令               | 1等陸佐 | 金子操     | 2024年03月30日 | 第2師団司令部第4部長                                                                 |
| 近文台弾薬支処長 兼 近文台分屯地司令       | 2等陸佐 | 濱谷浩人   |                |                                                                                      |
| 日高弾薬支処長 兼 日高分屯地司令           | 3等陸佐 | 稲井博志   |                |                                                                                      |
| 安平弾薬支処長 兼 安平駐屯地司令           | 2等陸佐 | 後藤英一郎 | 2022年12月00日 | 第102不発弾処理隊長                                                                  |
| 白老弾薬支処長 兼 白老駐屯地司令           | 1等陸佐 | 浅川陽二   | 2023年12月22日 | 東部方面総監部装備部装備課長 ※2025年1月1日 1等陸佐昇任                               |
| 多田弾薬支処長 兼 多田分屯地司令           | 3等陸佐 | 上原直人   |                |                                                                                      |
| 沼田弾薬支処長 兼 沼田分屯地司令           | 2等陸佐 | 高橋正樹   | 2023年12月00日 | 陸上自衛隊武器学校第2教育部火器科長                                                  |
| 足寄弾薬支処長 兼 足寄分屯地司令           | 2等陸佐 | 松浦司     |                |                                                                                      |
| 近文台燃料支処長                           |         |            |                |                                                                                      |
| 早来燃料支処長 兼 早来分屯地司令           | 3等陸佐 | 齋藤淳     | 2022年03月00日 | 東北方面後方支援隊中隊長                                                             |

| 代                           | 氏名                     | 在職期間                        | 出身校・期              | 前職                                                               | 後職                                             |
| 北海道地区補給廠長           | 北海道地区補給廠長       | 北海道地区補給廠長              | 北海道地区補給廠長      | 北海道地区補給廠長                                                 | 北海道地区補給廠長                               |
| ---------------------------- | ------------------------ | ------------------------------- | ----------------------- | ------------------------------------------------------------------ | ------------------------------------------------ |
| 01                           | 山上博一                 | 1952年1月28日 - 1952年3月9日    | 東京商科大学 昭和4年卒  |                                                                    |                                                  |
| 02                           | 中西彦太郎               | 1952年3月10日 - 1952年10月14日  | 東京商科大学 昭和5年卒  |                                                                    | 北海道地区補給しょう長                           |
| 保安隊北海道地区補給しょう長 |                          |                                 |                         |                                                                    |                                                  |
| -                            | 中西彦太郎 （1等保安正） | 1952年10月15日 - 1954年6月30日  | 東京商科大学 昭和5年卒  | 北海道地区補給廠長                                                 | 陸上自衛隊北海道地区補給処付                     |
| 陸上自衛隊北海道地区補給処長 |                          |                                 |                         |                                                                    |                                                  |
| 01                           | 野嵜一二 （1等陸佐）     | 1954年7月1日 - 1958年7月31日    | 陸士40期                | 第63連隊長 兼 姫路駐とん地司令                                     | 陸上自衛隊九州地区補給処長 兼 目達原駐とん地司令 |
| 02                           | 栁武雄                   | 1958年8月1日 - 1961年7月31日    | 台北帝国大学 昭和6年卒  | 陸上自衛隊富士学校副校長                                           | 東部方面総監部付 →1962年3月20日 停年退官         |
| 03                           | 濤川馨一                 | 1961年8月1日 - 1963年7月31日    | 東京帝国大学 昭和13年卒 | 東北方面総監部幕僚長 兼 仙台駐とん地司令                           | 陸上幕僚監部第4部長                              |
| 04                           | 水田新太郎               | 1963年8月1日 - 1966年7月15日    | 海機41期                | 陸上自衛隊九州地区補給処長 兼 目達原駐とん地司令                   | 陸上幕僚監部付                                   |
| 05                           | 浦上雄士                 | 1966年7月16日 - 1968年7月15日   | 陸士47期                | 陸上自衛隊武器補給処副処長                                         | 陸上幕僚監部付 →1968年12月1日 退職               |
| 06                           | 生野明                   | 1968年7月16日 - 1970年6月30日   | 東京帝国大学 昭和13年卒 | 需品補給処長 兼 松戸駐とん地司令 →1969年7月1日 陸将昇任            | 陸上自衛隊関西地区補給処長 兼 宇治駐とん地司令   |
| 07                           | 西田博 （陸将）          | 1970年7月1日 - 1972年6月30日    | 東京帝国大学 昭和14年卒 | 需品補給処長 兼 松戸駐とん地司令                                   | 陸上幕僚監部付 →1973年1月1日 退職                |
| 08                           | 杉山三郎                 | 1972年7月1日 - 1973年6月30日    | 陸士52期・ 陸大60期     | 第3師団副師団長 兼 千僧駐とん地司令 →1973年3月16日 陸将昇任        | 第6師団長                                        |
| 09                           | 越智誠一                 | 1973年7月1日 - 1975年3月16日    | 陸士54期                | 東部方面総監部幕僚長 兼 市ケ谷駐とん地司令 →1974年3月16日 陸将昇任 | 第2師団長                                        |
| 10                           | 亀井健雄                 | 1975年3月17日 - 1977年3月15日   | 陸士54期                | 陸上自衛隊幹部学校副校長 兼 企画室長 →1975年7月1日 陸将昇任        | 陸上幕僚監部付 →1977年4月1日 退職                |
| 11                           | 馬場良雄                 | 1977年3月16日 - 1978年6月30日   | 陸経6期                 | 需品補給処長 兼 松戸駐とん地司令                                   | 陸上自衛隊武器補給処長 兼 霞ケ浦駐とん地司令     |
| 12                           | 梅野文則                 | 1978年7月1日 - 1979年3月15日    | 陸士58期                | 西部方面総監部幕僚長 兼 健軍駐とん地司令                           | 第13師団長                                       |
| 13                           | 荒木和夫                 | 1979年3月16日 - 1981年3月15日   | 陸航士58期              | 需品補給処長 兼 松戸駐とん地司令 →1979年7月1日 陸将昇任            | 退職                                             |
| 14                           | 矢部廣武                 | 1981年3月16日 - 1983年3月15日   | 陸航士60期              | 統合幕僚会議事務局第2幕僚室長 →1981年3月31日 陸将昇任              | 技術研究本部技術開発官 （陸上担当）              |
| 15                           | 松崎久 （陸将）          | 1983年3月16日 - 1984年6月30日   | 軍官校5期               | 東部方面総監部幕僚長 兼 市ケ谷駐屯地司令                           | 退職                                             |
| 16                           | 白井健児                 | 1984年7月1日 - 1986年3月16日    | 早稲田大学 昭和28年卒   | 陸上自衛隊富士学校副校長                                           | 陸上自衛隊幹部候補生学校長 兼 前川原駐屯地司令   |
| 17                           | 大橋丈夫                 | 1986年3月17日 - 1987年7月6日    | 防大1期                 | 陸上幕僚監部監理部長                                               | 陸上自衛隊業務学校長 兼 小平駐屯地司令           |
| 18                           | 高比康之                 | 1987年7月7日 - 1989年3月15日    | 防大1期                 | 第1特科団長 兼 北千歳駐屯地司令                                    | 陸上自衛隊航空学校 兼 明野駐屯地司令             |
| 19                           | 山本幸彦                 | 1989年3月16日 - 1990年3月15日   | 防大2期                 | 陸上自衛隊幹部学校研究部長                                         | 陸上幕僚監部付 →1990年4月1日 退職                |
| 20                           | 松原健一                 | 1990年3月16日 - 1992年6月15日   | 防大5期                 | 第2施設団長 兼 船岡駐屯地司令                                      | 第12師団長                                       |
| 21                           | 長尾哲吾                 | 1992年6月16日 - 1994年3月22日   | 防大5期                 | 陸上自衛隊富士学校普通科部長                                       | 第2混成団長                                      |
| 22                           | 塚原鐵男                 | 1994年3月23日 - 1995年3月22日   | 防大5期                 | 第6師団副師団長 兼 神町駐屯地司令                                  | 東北方面総監部付 →1995年4月1日 退職              |
| 23                           | 青木稔                   | 1995年3月23日 - 1996年12月15日  | 防大6期                 | 中央会計隊長                                                       | 退職                                             |
| 末                           | 林勝廣                   | 1996年12月16日 - 1998年3月25日  | 防大10期                | 陸上自衛隊武器補給処副処長                                         | 陸上自衛隊北海道補給処長                         |
| 陸上自衛隊北海道補給処長     |                          |                                 |                         |                                                                    |                                                  |
| 01                           | 林勝廣                   | 1998年3月26日 - 1999年7月8日    | 防大10期                | 陸上自衛隊北海道地区補給処長                                       | 技術研究本部技術開発官 （陸上担当）              |
| 02                           | 河野芳久                 | 1999年7月9日 - 2000年4月27日    | 防大14期                | 東北方面総監部幕僚副長                                             | 中部方面総監部幕僚長 兼 伊丹駐屯地司令           |
| 03                           | 原充宏                   | 2000年4月28日 - 2001年6月28日   | 防大11期                | 第2師団副師団長 兼 旭川駐屯地司令                                  | 退職                                             |
| 04                           | 後藤英二                 | 2001年6月29日 - 2003年6月30日   | 防大13期                | 中央業務支援隊長 兼 市ヶ谷駐屯地司令 →2001年12月3日 陸将補昇任     | 退職                                             |
| 05                           | 師岡英行                 | 2003年7月1日 - 2005年3月27日    | 防大19期                | 東部方面総監部幕僚副長                                             | 中部方面総監部幕僚長 兼 伊丹駐屯地司令           |
| 06                           | 市川菊代                 | 2005年3月28日 - 2006年12月5日   | 防大17期                | 第1施設団長 兼 古河駐屯地司令                                      | 退職                                             |
| 07                           | 山越孝雄                 | 2006年12月6日 - 2009年3月23日   | 防大19期                | 東北方面総監部装備部長                                             | 退職                                             |
| 08                           | 佐藤暢彦                 | 2009年3月24日 - 2011年8月4日    | 防大22期                | 第3師団副師団長 兼 千僧駐屯地司令                                  | 退職                                             |
| 09                           | 若月寿一                 | 2011年8月5日 - 2012年7月25日    | 防大23期                | 陸上自衛隊武器学校長 兼 土浦駐屯地司令                             | 退職                                             |
| 10                           | 熊本義宏                 | 2012年7月26日 - 2013年12月17日  | 防大27期                | 陸上自衛隊需品学校長 兼 松戸駐屯地司令                             | 装備施設本部副本部長 （武器需品担当）            |
| 11                           | 増田潤一                 | 2013年12月18日 - 2016年3月22日  | 防大26期                | 陸上自衛隊輸送学校長                                               | 退職                                             |
| 12                           | 今金元                   | 2016年3月23日 - 2017年3月26日   | 防大27期                | 陸上自衛隊需品学校長 兼 松戸駐屯地司令                             | 退職                                             |
| 13                           | 大森丈義                 | 2017年3月27日 - 2019年3月31日   | 防大28期                | 陸上自衛隊輸送学校長                                               | 退職                                             |
| 14                           | 岡田俊和                 | 2019年4月1日 - 2021年10月13日   | 防大32期                | 陸上自衛隊中央輸送隊長 兼 横浜駐屯地司令                           | 退職                                             |
| 15                           | 堀江祐一                 | 2021年10月14日 - 2022年12月22日 | 生徒26期・ 日本大学     | 東北方面総監部幕僚副長                                             | 退職                                             |
| 16                           | 豊田真                   | 2022年12月23日 - 2024年3月27日  | 防大33期                | 自衛隊体育学校長                                                   | 退職                                             |
| 17                           | 藤丸幸二                 | 2024年3月28日 -                 | 防大35期                | 陸上自衛隊開発実験団長                                             |                                                  |